# Meneceu (fill de Creont)
D'acord amb la mitologia grega, Meneceu (en grec antic Μενοικεύς), va ser un heroi, fill de Creont, rei de Tebes, i d'Eurídice.
Durant la guerra dels set Cabdills, explicada per Èsquil a la tragèdia els Set contra Tebes, l'endeví Tirèsias vaticinà que la ciutat se salvaria si Meneceu, el fill del rei, se sacrificava. Creont, obligat a triar entre l'amor al seu fill i l'amor a la pàtria, aconsellà Meneceu que fugís, sense aclarir-li les raons. Però Meneceu va descobrir els motius que impulsaven el seu pare a allunyar-lo i es va oferir voluntàriament a ser sacrificat i es va degollar davant les portes de la ciutat. Aquesta és la versió que dona Eurípides a Les fenícies (911 i seg.).
Segons altres tradicions, Meneceu havia estat devorat per l'esfinx, o el mateix Creont l'havia sacrificat. Etèocles i Polinices van lluitar a mort prop de la seva tomba. Al damunt d'ella va brotar un magraner, els fruits del qual tenen el color de la sang.